# Reuel Colt Gridley
Reuel Colt Gridley (23 de enero de 1829 – 24 de noviembre de 1870) fue un tendero estadounidense, quién obtuvo notoriedad nacional en 1864, cuándo subastó repetidas veces un saco de harina y recaudó más de $250.000 dólares de la época para la Comisión Sanitaria de los Estados Unidos, el cual proporcionaba ayuda a los soldados heridos de la Guerra de Secesión.

## Contexto
En 1864, Gridley apoyó al candidato demócrata por la alcaldía de Austin, Nevada, donde  operaba una tienda de abarrotes. Durante la campaña, hizo una apuesta con un amigo republicano de la que si uno de sus candidatos perdía, debían de cargar un saco de 50 libras (22,7 kilos) y atravesar toda la ciudad con él. Tras perder la apuesta, Gridley cumplió su castigo con el acompañamiento de la banda de la ciudad, y cuando iba finalizando su recorrido, alguien le dijo que el saco debería de ser subastado, y que cuyos fondos fuesen donados al Fondo Sanitario, una nueva organización que ayudaba a los veteranos heridos y discapacitados de la Guerra de Secesión. Después de que finalmente se vendiera a $250 dólares, el postor ganador no se llevó el saco, sino que se lo devolvió a Gridley para que fuese nuevamente subastado. Fue subastado varias veces hasta que se recaudó más de $8.000 dólares. Cuándo un grupo de periodistas que estaban aledaños a Virginia City, Nevada (y donde el joven Mark Twain trabajaba entonces como editor de periódico), invitaron a Gridley a que viniera hacia aquella ciudad, tras lo cual aceptó. Luego de ello, viajó hacia California, en donde los habitantes de San Francisco donaron $2.800 dólares y los ciudadanos de Sacramento dieron $10.000 dólares, antes de que se dirigiera hacia San Luis y a las grandes ciudades del este. Estos postores ofrecieron alrededor de $170.000 dólares al fondo de la Comisión Sanitaria, y tras doce meses, Gridley recaudó $275,000 dólares con su saco de harina.
Twain relató la historia de Gridley y el saco de harina en su novela de 1872, Pasando fatigas.

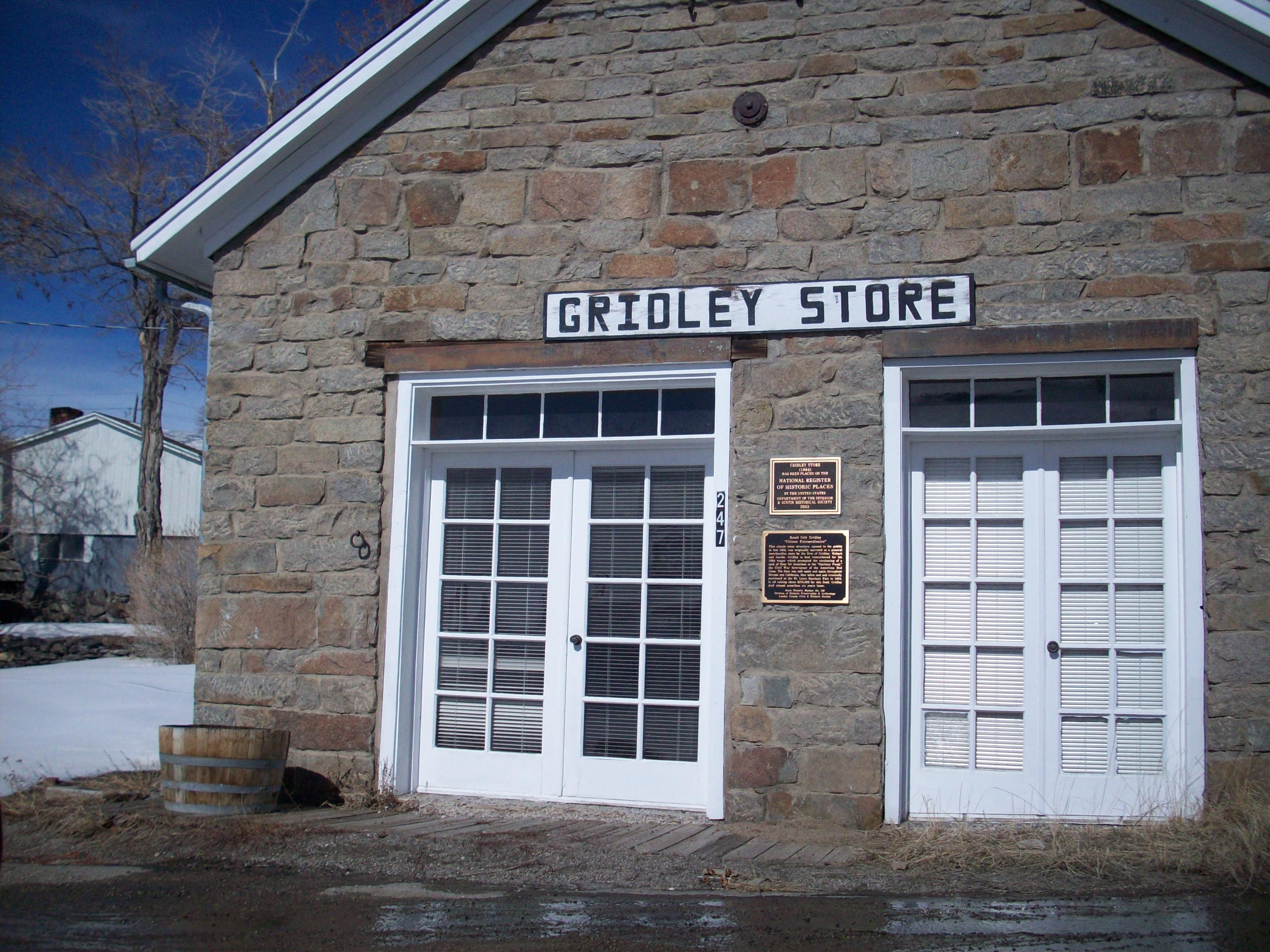
El Gridley Store en Austin, Nevada, el cual fue incorporado en el Registro Nacional de Lugares Históricos de Nevada en 2003

En 1866, Gridley viajó a Stockton, California, y estaba con una salud deplorable, tras lo cual falleció en 1870, con 41 años de edad.

## Legado
En Austin, la tienda de Gridley aun sigue en pie y pasó a ser parte del Registro Nacional de Lugares Históricos en 2003.
En 1887, el "Monumento Reuel Colt Gridley" fue dedicado en su honor en el Cementerio Rural de Stockton, en donde se representa a Gridley portando su gran saco de harina. En 1965, el monumento fue registrado como un hito histórico por el estado de California.